# Slieve Aughty Mountains
Slieve Aughty Mountains är en bergskedja i republiken Irland.   Den ligger i grevskapet County Galway och provinsen Connacht, i den centrala delen av landet, 150 km väster om huvudstaden Dublin.
Slieve Aughty Mountains sträcker sig 33 km i nord-sydlig riktning. Den högsta toppen är Cashlaundrumlahan, 355 meter över havet.
Topografiskt ingår följande toppar i Slieve Aughty Mountains:
- Cappaghabaun Mountain
- Cashlaundrumlahan
- Corracloon More
- Knockatee
- Knockauncoura
- Knockbeha Mountain
- Knocknamona
- Pollagoona Mountain
- Pollduff
- Scalp
- Tullymore